# سیستم تلفنی همراه
سیستم تلفنی همراه (MTS) یکی از قدیمی‌ترین استانداردهای تلفن همراه است. آن در هر دو جهت کار می‌کرد، به معنی اینکه، اگر به شما از طرف خطوط ثابت زنگ بزنند، تماس به یک اپراتور (انسان) تلفن همراه انتقال می‌یافت، و سپس او تماس را به تلفن همراه شما انتقال می‌داد، و گوشی شما زنگ می‌خورد. همانند یک تماس راه دور، شما باید به اپراتور تلفن همراه بروید، او از شما در شماره تلفن همراهی که قصد تماس با آن را دارید را می‌پرسد و یک تماس برای شما برقرار می‌کند.

این سیستم توسط Bell System ایجاد شد و برای اولین بار در ۱۷ ژوئن ۱۹۴۶ فعال شد. تجهیزات اصلی ۸۰ پوند وزن داشتند و در آغاز فقط ۳ کانال برای همه کاربران محدوده شهری وجود داشت، بعدها مجوزهای بیشتری اضافه شد که تعداد کل کانال‌ها را به ۳۲ عدد در ۳ باند رساند.

این سرویس حدود سال ۱۹۸۰ در بخش‌های بزرگی از آمریکای شمالی استفاده شد.

این قرارداد با IMTS جایگزین شد.